# Harvest Moon: Back to Nature
Harvest Moon: Back to Nature (牧場物語～ハーベストムーン～ Bokujō Monogatari Harvest Moon?) är ett simulatorspel skapad av Natsume. I spelet styr man en bonde som tar hand om en bondgård och genom att bekanta sig med byborna försöker hitta en fru.

## Handling
Jack, huvudkaraktären, besökte som barn morfaderns bondgård, skötte djuren och blev vän med en okänd flicka. Då morfadern dött några år senare återkommer han till gården för att ta över den. Borgmästaren talar med saken med byborna och de går med på att Jack kan bli den rättmätige ägaren till gården så länge han klarar av att restaurera den och inte stöter sig med byborna. 

## Karaktärer

### Flickor
I Harvest Moon Back to Nature kan du välja bland fem flickor med olika personligheter.
- Karen: En flicka som bor i snabbköpet med sina föräldrar. Hon är en utåtgående person och hennes favoritsaker är wine och grapes.
- Mary: En flicka som bor med sina föräldrar i ett hus med ett bibliotek. Mary är bibliotekarie som är väldigt förtjust i blommor och de 3 olika sorters gräsen.
- Popuri: En flicka som bor med sin mamma och bror på en hönsgård. Popuri är en ganska barnslig flicka. Hennes favoritsaker är honung och Pink Cat Flower.
- Elli: En flicka som bor med sin mormor och bror och arbetar som sjuksyster. Hon är en snäll och omtänksam person och hennes favoritsak är blommor.
- Ann: En flicka som bor med sin pappa på värdshuset. Hon är lite av en pojkflicka och väldigt energisk. Anns favoritsak är Spa-boiled Egg.